# Henryk Zbierzchowski
Henryk Zbierzchowski (19. listopadu 1881 Lvov – 6. listopadu 1942 Krynica-Zdrój) byl polský básník, prozaik a dramatik. Literární pseudonym "Nemo".

## Život
Narodil se v rodině Władysława Zbierzchowského (1860–1927) a Anny rozené Bučacké (1850–1929). Jeho sourozenci byli: Jan (1883–1970) a Halina Hermanowska Gadomska (1900–1943). S manželkou Irenou Irmgardovou měl dceru Izabellu Tarnowskou.
V roce 1899 absolvoval gymnázium ve Lvově. Vystudoval práva na Lvovské univerzitě.
Od roku 1898 jako 17letý mladík publikoval své básně v krakovském Życie (jehož editorem byl Stanisław Przybyszewski). Jeho první sbírka básní Dojmy vyšla v roce 1900. V letech 1906–1910 pracoval v redakci časopisu Nasz Kraj a byl „dvorním básníkem“ lvovské Gazety Porannej. V roce 1908 byl oceněn v literární soutěži pořádané periodikem „Wiek Nowy“ (v té době byly oceněny také Maria Czeska-Mączyńska a Janina Kossak-Pełeńska). V letech 1920–1926 byl redaktorem lvovského satirického týdeníku Szczutek. Ve Szczutce publikoval mj. „Śląska Carol“, která vybízela čtenáře k pomoci Hornímu Slezsku při přípravách hornoslezského plebiscitu z roku 1921. V roce 1928 mu byla udělena literární cena města Lvov – Filister honorowy Polské akademické společnosti Cresovia Leopoliensis.
Henryk Zbierzchowski byl pohřben na starém hřbitově v Krynici-Zdrój.

### Řády a vyznamenání
- Rytířský kříž Řádu Polonia Restituta (11. listopadu 1937)
- Zlatý akademický vavřín (5. listopadu 1938)

### Vzpomínky
R. 2000 vyšla rozsáhlá kniha o díle Henryka Zbierzchowského: Pisarz wobec konjunktury od Witolda Waszczuka. Henryku Zbierzchowskému byly věnovány básně Mariana Hemara: Valse Brune a Wnuczka.
O jeho životě vypráví film „Kawaler Księżyca“, který natočil Sławomir Gowin, novinář a odborník na dějiny Lvova. Během výroby filmu vytvořil ukrajinský sochař Mykola Posikira básníkovi bustu. Socha byla předána konzulátu Polské republiky, který rozhodl vystavit sochu v Polském domě ve Lvově.

## Dílo

### Sbírky básní
- Impresje (1900)
- Baśnie (1906)
- Rzeczy wesołe (1918), Lwów, (wstęp: Stanisława Wasylewskiego), pod pseud. „Nemo”
- Żongler. Rzeczy wesołe i smutne (1922)
- Erotyki (1923)
- Ogród życia (1935)

### Próza
- Przed wschodem słońca (1903)

- Na złotej przełęczy (1904)
- Malarze (1907)
- Grający las i inne nowele (1908)
- Literat (1909)
- Pająk i inne nowele (1911)
- Stepowa panienka (1912)
- Anioły płaczą (1913)
- Diabelska przełęcz (1917)
- Człowiek o dwu twarzach (1919)
- Oczyma dziecka. Opowiadania wierszowane dla dzieci i młodzieży (1921)
- Śmierć czy miłość (1923)
- W paryskim wirze (1929)
- Kariera pana Franciszka (1939), powieść (nowa wersja Człowieka o dwu twarzach)

### Písně
- Piosenki kabaretowe (1912),
- Płomienie. Pieśni wojenne o Legionach Polskich (1916)
- Nowe piosenki kabaretowe (1919)
- Nowe piosenki żołnierskie (1920)

### Dramata
- Kobieta bez twarzy (1913)
- Małżeństwo Loli (1916), komedia
- Budienny idzie... (1921), wodewil
- Kłopoty pana Złotopolskiego (1922), farsa
- Pojedynek (1922), komedia
- Zawsze wierny, Widowisko z przeszłości Lwowa (1922)
- Serce Matki albo przygody Tomcia Palucha (1926), baśń
- Czarodziej (1928), dla młodzieży
- Orlęta (1928), sztuka w 5 aktach
- To możesz opowiadać swojej babci (1929), rewia
- Biały Orzeł (1931), komedia dla młodzieży
- Czapka niewidka i pałeczka nieruchomka (1932), baśń dla młodzieży
- Porwana narzeczona (1933), wodewil
- Złota rybka (1933), baśń
- Imieniny wodza (1937), sztuka (dla uczczenia marszałka Edwarda Śmigłego Rydza)
- Szczęście Gzymsa (1937), komedia

### V češtině
- Tchoř – přeložil Jaroslav Ráček; in: 1000 nejkrásnějších novel... č. 23. Praha: J. R. Vilímek, 1912